# 特魯希略 (洪都拉斯)

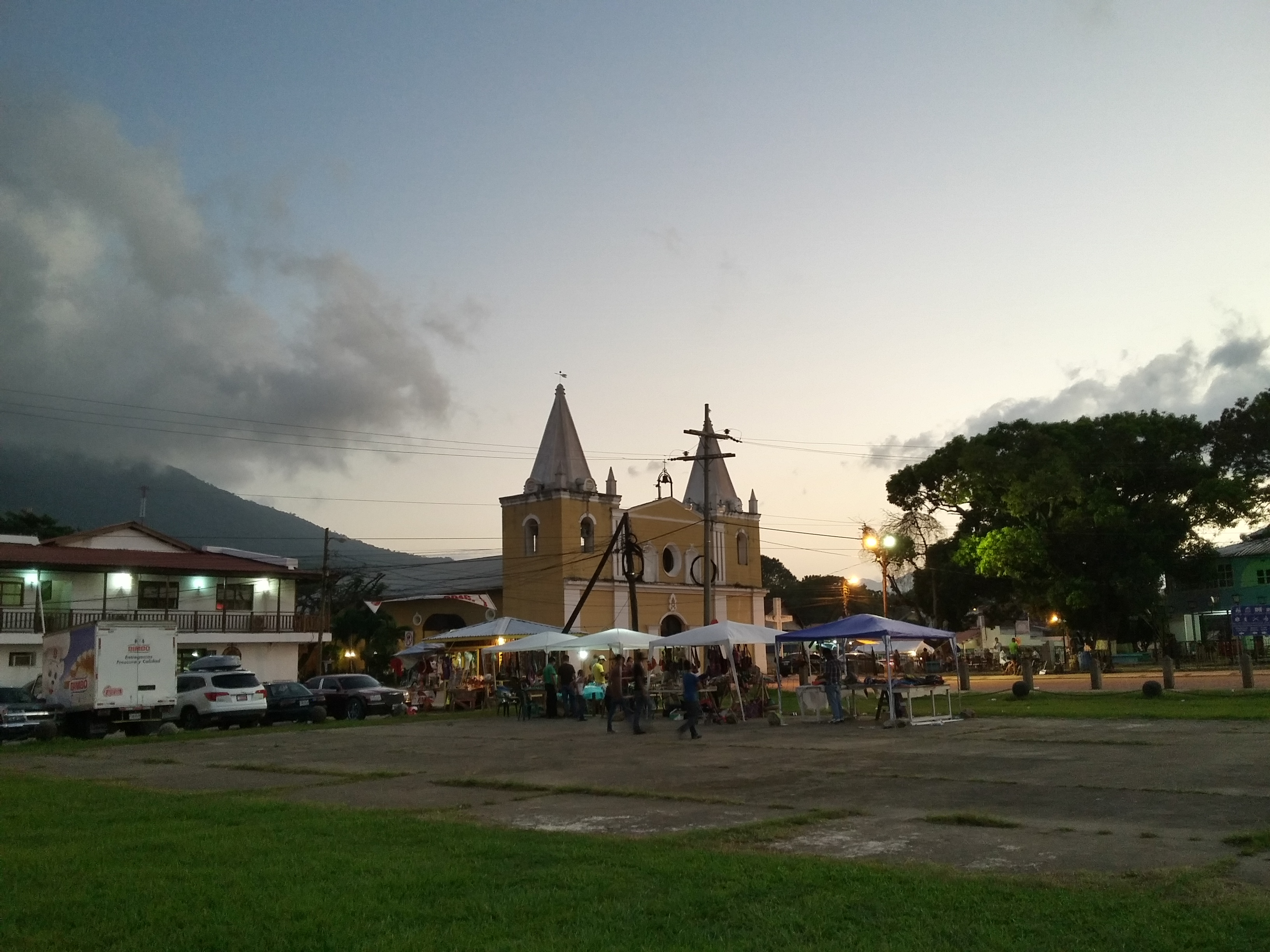
特魯希略

特魯希略（西班牙語：Trujillo）是洪都拉斯的城市，也是科隆省省会，位於該國北部，始建於1524年，面積957平方公里，海拔高度15米，2001年人口43,454，人口密度為每平方公里45.4人。

## 外部連結
- The Trujillo Honduras Pages （页面存档备份，存于） (history, news and pictures of Trujillo).
- Honduran Notebook, 1997 （页面存档备份，存于）
- Interactive Map of Trujillo （页面存档备份，存于）

15°55′N 86°00′W / 15.917°N 86.000°W